# 오직 은혜
오직 은혜(라틴어: Sola gratia, 영어: by grace alone)란 프로테스탄트 종교개혁 동안에 종교개혁가들이 주장한 다섯 솔라 가운데 하나이다. 오직 은혜 교리는 로마 카톨릭 교회의 교리와 충돌한다. 오직 은혜란 구원에서 인간의 공로가 아닌 전적인 하나님의 은혜로 구원을 받는다는 것인데 행위로 인한 구원이 아니고, 오직 하나님의 은혜로만 구원이 완성된다는 가르침이다.

## 같이 보기
- 오직 그리스도
- 율법과 복음
- 다섯 솔라